# Catamenia (groupe)
Pour les articles homonymes, voir Catamenia.
Catamenia est un groupe de black metal mélodique finlandais, originaire d'Oulu. Ils sont membres du label Massacre Records depuis leur premier album, Halls of Frozen North, publié en 1998. En 2010, ils comptent neuf albums, un EP, et un DVD. Le style musical du groupe se rapproche d'un black metal avec un fort accent mélodique et aussi speed.

## Biographie
Catamenia est formé en 1995 par Riku Hopeakoski et Mika Tönning à Oulu en Finlande.
Ils publient leur première démo simplement intitulée Demo '95. Leur seconde démo, Winds, publiée en 1996, mène à la signature d'un contrat de distribution avec le label Massacre Records en 1997. Leur premier album studio, Halls of Frozen North, est enregistré aux Commusication Studios, à Beindersheim, en Allemagne, en 1997 avec Gerhard Magin (Crematory, Mystic Circle) et est publié en 1998. Un an plus tard, ils enregistrent leur deuxième album, Morning Crimson (1999) en Suède, aux Sunlight Studios avec Thomas Skogsberg (Katatonia, Dismember). Le troisième album du groupe, Eternal Winter's Prophecy, est enregistré dans leur pays natal en 2000 aux Tico-Tico Studios avec Ahti Kortelainen (Kalmah, Eternal Tears of Sorrow, Dawn of Relic). Leur dernier album chez Massacre Records s'intitule Eskhata, publié en 2002, est enregistré à Oulu, aux SoundMix Studios avec le producteur Mika Pohjola (The Black League).
Catamenia fait face à plusieurs changements de membres pendant les enregistrements de leur cinquième album. Chaos Born, leur cinquième album, est enregistré au Neo Studio à Oulu, en Finlande, avec Kari Vähäkuopus et Immu Ilmarinen (Burning Point, Embraze, Afterworld, Sentenced). En 2006, ils publient leur septième album, Location:COLD. Plus tard dans l'année sort un DVD intitulé Bringing the Cold to Poland, de leur performance au Stodola Club de Varsovie, en Pologne,. En mai 2008, Olli Mustonen quitte le groupe pour des raisons encore inconnues. 
En décembre 2009, Catamenia démarre l'enregistrement de l'album Cavalcade. L'album est publié en février 2010. En mars 2010, le groupe publie la vidéo de sa chanson homonyme. En mai 2011, ils recrutent le claviériste Jussi Sauvola. En septembre 2010, Ari Nissilä, Toni Kansanoja, Mikko Nevanlahti et Kari Vähäkuopus décident de quitter le groupe. Ils effectuent une performance le 29 avril 2011 au Ragnark Festival de Stadthalle à Lichtenfels, en Allemagne. En fin septembre 2011, ils entrent aux Mastervox Studios d'Oulu, Finlande, pour ré-enregistrer d'anciennes chansons pour leur compilation à venir, prévue pour le début de 2012. En 2012, ils sortent la compilation The Rewritten Chapters.

## Membres

### Membres actuels
- Riku Hopeakoski – guitare solo, chœurs (depuis 1995), clavier (2001–2002)
- Mikko Nevanlahti – batterie (2005–2006, depuis 2010)
- Juha-Matti Perttunen – chant (depuis 2010)
- Sauli Jauhiainen - guitare rythmique (depuis 2010)[9]
- Jussi Sauvola – clavier (depuis 2011)
- Toni Qvick - batterie, chant clair (depuis 2010)

### Anciens membres
- Mika Tönning – chant (1995-2003)
- Olli Mustonen – chant (2004-2008)
- Sampo Ukkola - guitare (1995-1999)
- Timo Lehtinen – basse (1995-2003)
- Mikko Hepo-oja – basse (2005-2006)
- Heidi Riihinen – clavier (1995-2000)
- Tero Nevala – clavier (2003-2006)
- Toni Tervo – batterie (1995-1999)
- Sir Luttinen – batterie (2000)
- Janne Kusmin – batterie (2002)
- Ari Nissilä – guitare rythmique, chant
- Toni Kansanoja – basse, chœurs
- Kari Vähäkuopus – chant clair

## Discographie

### Albums studio
- 1998 : Halls of Frozen North
- 1999 : Morning Crimson
- 2000 : Eternal Winter's Prophecy
- 2002 : Eskhata
- 2003 : ChaosBorn
- 2005 : Winternight Tragedies
- 2006 : Location : COLD
- 2008 : VIII - The Time Unchained
- 2010 : Cavalcade

### Compilations
- 1999 : Massacre's Classix Shape Edition
- 2012 : The Rewritten Chapters
- 2013 : The Best of Catamenia